# Opi
Opi là một đô thị thuộc tỉnh L'Aquila trong vùng Abruzzo của Ý. Ý. Đô thị này có diện tích 49 km², dân số 462 người. Các đô thị giáp ranh gồm:
Civitella Alfedena, Pescasseroli, San Donato Val di Comino (FR), Scanno, Settefrati (FR)